# Gyldendals boglegat
Gyldendals boglegat, er en pris som prisvinderen i sin helhed må benytte til indkøb af nye bøger. Prisen er på 25.000 kroner (i 2002 var den på 10.000 kroner) og tildeles en af Gyldendals (voksen) forfattere.
- 2010 Thomas Boberg 1960
- 2008 Dy Plambeck 1980- og Kristian Bang Foss 1977-
- 2003 Christina Englund 1974-
- 2002 Christian Haun Nielsen 1974-
- 2000 Jan Sonnergaard 1963-2016
- 1998 Inge Eriksen 1935-
- 1997 Pablo Henrik Llambías 1964-
- 1996 Katrine Marie Guldager 1966-
- 1995 Niels Frank 1963-
- 1994 Janus Kodal 1968-
- 1993 Naja Marie Aidt 1963-
- 1992 Kirsten Hammann 1965-
- 1991 Claes Johansen 1957-
- 1990 Morti Vizki 1963-
- 1989 Jens-Martin Eriksen 1955-
- 1988 Henning Mortensen 1939-
- 1987 Juliane Preisler 1959-
- 1986 Vagn Lundbye 1933-2016
- 1985 Finn Abrahamowitz 1939-2006
- 1984 Bente Clod 1946-
- 1983 Arthur Krasilnikoff 1941-
- 1982 Per Larsen 1937-
- 1981 Anders Westenholz 1936-
- 1980 Klaus Høeck 1938-
- 1979 Ib Michael 1945-
- 1978 Vibeke Grønfeldt 1947-
- 1977 Karen Dissing Melega 1937-1988
- 1976 Jette Drewsen 1943-
- 1975 Magnus Johansson 1921-1998
- 1974 Angelo Hjort 1921-1997
- 1973 Grete Stenbæk Jensen 1925-2009
- 1972 Knud Holten 1945-
- 1971 Ulrich Horst Petersen 1936-
- 1970 Christian Kampmann 1939-1988
- 1969 Jørgen Knudsen 1926-2017
- 1968 Ernst Bruun Olsen 1923-2011
- 1967 Jørgen Sonne 1925-2015
- 1966 Ulla Ryum 1937-
- 1965 Søren Baggesen 1938-
- 1964 Benny Andersen 1929-2018
- 1963 Povl Schmidt 1935-
- 1962 Poul Borum 1934-1996
- 1962 Inger Christensen 1935-2009
- 1961 Thorkild Hansen 1927-1989
- 1960 Ivan Malinowski 1926-1989
- 1959 Jørn Vosmar 1928-1991
- 1958 Grete Gadmar 1920-
- 1957 Poul Vad 1927-2003
- 1956 Erik Aalbæk Jensen 1923-1997
- 1955 Karl Eskelund 1918-1972
- 1954 John Bertelsen 1917-1978
- 1953 Aage Krarup Nielsen 1891-1972
- 1952 Hilmar Wulff 1908-1984
- 1951 Iver Gudme 1893-1963
- 1950 Aase Hansen 1893-1981
- 1949 Rudolf Broby-Johansen 1900-1987
- 1948 Harald Herdal 1900-1978
- 1947 Eigil Knuth 1903-1996
- 1946 Thit Jensen 1876-1957
- 1945 Henning Haslund-Christensen 1896-1948
- 1944 Per Lange 1901-1991
- 1943 Peter Skautrup 1896-1982
- 1942 Nis Petersen 1897-1943
- 1941 Valfrid Palmgren Munch-Petersen 1877-1967
- 1938 Anders Thuborg 1887-1979
- 1935 Knuth Becker 1891-1974
- 1924 Johannes Buchholtz 1882-1940

## Ekstern henvisning
- Danske Litteraturpriser